# Metropolis (Illinois)
Metropolis je grad u američkoj saveznoj državi Ilinois. Prema popisu stanovništva iz 2010. u njemu je živjelo 6.537 stanovnika.